# Forsteropsalis wattsi
Espèce
Synonymes
- Pantopsalis wattsi Hogg, 1920

Forsteropsalis wattsi est une espèce d'opilions eupnois de la famille des Neopilionidae.

## Distribution
Cette espèce est endémique de Nouvelle-Zélande.

## Description
La carapace du mâle holotype mesure 3 mm de long sur 4 mm.
La carapace du mâle décrit par Taylor en 2011 mesure 2,4 mm de long sur 3,2 mm.

## Systématique et taxinomie
Cette espèce a été décrite sous le protonyme Pantopsalis wattsi par Hogg en 1920. Elle est placée dans les Megalopsalis par Taylor en 2004 puis dans le genre Forsteropsalis par Taylor en 2011.

## Étymologie
Cette espèce est nommée en l'honneur de G. S. Watts.

## Publication originale
- Hogg, 1920 : « Some Australian Opiliones. » Proceedings of the Zoological Society of London, vol. 1920, no 1, p. 31–48 (texte intégral).